# 1671년
1671년은 목요일로 시작하는 평년이다.

## 연호
- 동녕(東寧) 영력(永曆) 25년
- 청(淸) 강희(康熙) 10년
- 일본(日本) 간분(寛文) 11년
- 후 레 왕조(後黎朝) 까인찌(景治) 9년
- 막 왕조(莫朝) 투언득(順德) 34년

## 기년
- 동녕(東寧) 연평문왕(延平文王) 9년
- 류큐(琉球) 쇼테이왕(尚貞王) 3년
- 청(淸) 성조 강희제(聖祖 康熙帝) 10년
- 조선(朝鮮) 현종(顯宗) 12년
- 후 레 왕조(後黎朝) 현종(玄宗) 9년

## 탄생
- 4월 21일 - 스코틀랜드의 경제학자 존 로. (~1729년)
- 6월 8일 - 이탈리아의 작곡가 토마소 알비노니. (~1751년)
- 10월 28일 - 중국 청나라 강희제의 이복 서얼 조카딸 고륜순희공주. (~1741년)